# Ceryx affinis
Ceryx affinis là một loài bướm đêm thuộc phân họ Arctiinae, họ Erebidae.